# مرد بالشی
نمایشنامه مرد بالشی نوشته نمایشنامه نویس ایرلندی مارتین مک‌دونا نخستین بار در سال ۲۰۰۳ منتشر شد؛ اگرچه نسخهٔ اولیه آن در سال ۱۹۹۵ در شهر گالوی ایرلند نمایشنامه خوانی شده بود. مرد بالشی داستان نویسنده‌ای به نام کاتوریان را روایت می‌کند که در اداره پلیس به خاطر محتوای پرخشونت داستان‌های کوتاهش و شباهت آنها به نحوه قتل چند کودک در اداره پلیس تحت بازجویی است.

## موسیقی
ساخت موسیقی اصلی برای نمایش اجرا شده در شارلت تئاتر لندن و برادوی بر عهده پدی کونین (Paddy Cunneen) بوده‌است.

## جوایز
«مرد بالشی» جایزه حلقه منتقدین نیویورک و جایزه لارنس الیویه را برای نویسنده‌اش «مارتین مک دونا» به ارمغان آورده‌است.
این نمایشنامه همچنین برنده دو جایزه تونی شده‌است.